# Kombinacja norweska na Mistrzostwach Świata w Narciarstwie Klasycznym 2015
Kombinacja norweska na Mistrzostwach Świata w Narciarstwie Klasycznym 2015 rozgrywana była między 20 a 28 lutego 2015 w szwedzkim Falun. Rozegrano dwie konkurencje indywidualne, metodą Gundersena na normalnej i dużej skoczni, sprint drużynowy oraz sztafetę. W klasyfikacji medalowej triumfowali reprezentanci Niemiec, którzy zdobyli cztery medale, w tym dwa złote.

## Wyniki

### Gundersen HS100/10 km
| Pozycja | Zawodnik            | Narodowość | Wynik   | Strata |
| ------- | ------------------- | ---------- | ------- | ------ |
| złoto   | Johannes Rydzek     | Niemcy     | 26:38,9 | –      |
| srebro  | Alessandro Pittin   | Włochy     | 26:40,2 | +1,3   |
| brąz    | Jason Lamy Chappuis | Francja    | 26:43,9 | +5,0   |
| 4.      | Eric Frenzel        | Niemcy     | 26:45,0 | +6,1   |
| 5.      | Håvard Klemetsen    | Norwegia   | 26:48,5 | +9,6   |
| 6.      | Akito Watabe        | Japonia    | 26:51,1 | +12,2  |
| 7.      | Yoshito Watabe      | Japonia    | 26:53,3 | +14,4  |
| 8.      | Jørgen Gråbak       | Norwegia   | 27:31,5 | +52,6  |
| 9.      | Fabian Rießle       | Niemcy     | 27:37,6 | +58,7  |
| 10.     | Bernhard Gruber     | Austria    | 27:38,4 | +59,5  |

### Sztafeta HS100/4x5 km
| Pozycja | Reprezentacja                                                                        | Wynik   | Strata  |
| ------- | ------------------------------------------------------------------------------------ | ------- | ------- |
| złoto   | Niemcy · Tino Edelmann · Eric Frenzel · Fabian Rießle · Johannes Rydzek              | 44:20,7 | –       |
| srebro  | Norwegia · Jørgen Gråbak · Håvard Klemetsen · Mikko Kokslien · Magnus Moan           | 44:43,8 | +23,1   |
| brąz    | Francja · François Braud · Maxime Laheurte · Sébastien Lacroix · Jason Lamy Chappuis | 45:00,3 | +39,6   |
| 4.      | Włochy · Samuel Costa · Armin Bauer · Lukas Runggaldier · Alessandro Pittin          | 45:30,8 | +1:10,1 |
| 5.      | Austria · Sepp Schneider · Lukas Klapfer · Philipp Orter · Bernhard Gruber           | 45:31,2 | +1:10,5 |
| 6.      | Japonia · Taihei Katō · Hideaki Nagai · Yoshito Watabe · Akito Watabe                | 45:32,2 | +1:11,5 |
| 7.      | Stany Zjednoczone · Bill Demong · Adam Loomis · Bryan Fletcher · Taylor Fletcher     | 46:58,5 | +2:37,8 |
| 8.      | Czechy · Petr Kutal · Lukas Rypl · Tomáš Portyk · Miroslav Dvořák                    | 48:07,1 | +3:46,4 |

### Gundersen HS134/10 km
| Pozycja | Zawodnik            | Narodowość        | Wynik   | Strata |
| ------- | ------------------- | ----------------- | ------- | ------ |
| złoto   | Bernhard Gruber     | Austria           | 22:45,8 | –      |
| srebro  | François Braud      | Francja           | 22:57,7 | +11,9  |
| brąz    | Johannes Rydzek     | Niemcy            | 23:00,7 | +14,9  |
| 4.      | Magnus Moan         | Norwegia          | 23:00,9 | +15,1  |
| 5.      | Bryan Fletcher      | Stany Zjednoczone | 23:09,2 | +23,4  |
| 6.      | Jason Lamy Chappuis | Francja           | 23:12,8 | +27,0  |
| 7.      | Akito Watabe        | Japonia           | 23:16,1 | +30,3  |
| 8.      | Sébastien Lacroix   | Francja           | 23:16,7 | +30,9  |
| 9.      | Tino Edelmann       | Niemcy            | 23:17,3 | +31,5  |
| 10.     | Eric Frenzel        | Niemcy            | 23:17,3 | +31,5  |

### Sprint drużynowy HS134/2x7,5 km
| Pozycja | Zawodnicy                          | Narodowość | Wynik   | Strata  |
| ------- | ---------------------------------- | ---------- | ------- | ------- |
| złoto   | François Braud Jason Lamy Chappuis | Francja    | 38:31,6 | –       |
| srebro  | Johannes Rydzek Eric Frenzel       | Niemcy     | 38:34,3 | +2,7    |
| brąz    | Magnus Moan Håvard Klemetsen       | Norwegia   | 38:51,0 | +19,4   |
| 4.      | Ilkka Herola Jim Härtull           | Finlandia  | 39:36,0 | +1:04,2 |
| 5.      | Samuel Costa Alessandro Pittin     | Włochy     | 39:50,3 | +1:18,7 |
| 6.      | Yoshito Watabe Akito Watabe        | Japonia    | 39:57,3 | +1:25,7 |
| 7.      | Sepp Schneider Bernhard Gruber     | Austria    | 40:12,5 | +1:40,9 |
| 8.      | Tomáš Portyk Miroslav Dvořák       | Czechy     | 40:22,0 | +1:50,4 |

## Klasyfikacja medalowa
| #       | Reprezentacja | Złoto | Srebro | Brąz | Razem |
| ------- | ------------- | ----- | ------ | ---- | ----- |
| 1.      | Niemcy        | 2     | 1      | 1    | 4     |
| 2.      | Francja       | 1     | 1      | 2    | 4     |
| 3.      | Austria       | 1     | 0      | 0    | 1     |
| 4.      | Norwegia      | 0     | 1      | 1    | 2     |
| 5.      | Włochy        | 0     | 1      | 0    | 1     |
| Łącznie | Łącznie       | 4     | 4      | 4    | 12    |